# Train of Thought (песня a-ha)
«Train of Thought» (в переводе с англ. — «Ход мыслей») — четвёртый сингл из альбома Hunting High and Low группы a-ha. Релиз состоялся 24 марта 1986 года.
Основой для написания слов песни послужило творчество любимых писателей Пола Воктора — Кнута Гамсуна, Фёдора Достоевского и Гунвор Хофмо.
По всему миру было продано около 500 000 копий сингла.

## Композиции (Track Listing)

### UK 7" винил
Номер по каталогу: 7" — W8736/7" picture disc — W8736P
1. «Train Of Thought» (Remix)
2. «And You Tell Me» (Original vesrion)

### 7" винил
Номер по каталогу: 7" — 928 736-7
1. «Train Of Thought» — 4:13
2. «And You Tell Me» (Demo Version) — 1:50

### 12" винил (920 455-0)
Номер по каталогу: 920 455-0
Сторона A:
1. «Train Of Thought» (U.S. Mix) — 6:57

Сторона В:
1. «And You Tell Me» (1:50)
2. «Train Of Thought» (Remix 7" Version) — 4:13

### 12" винил (0-20455)
Номер по каталогу: 0-20455
Сторона A:
1. «Train Of Thought» (Steve Thompson Mix) — 7:00
2. «Train Of Thought» (Dub Version) — 8:31

Сторона В:
1. «Train Of Thought» (Remix) — 4:16
2. «And You Tell Me» (Demo Version) — 1:50

### Japan CD
Номер по каталогу: 28XD-460
«Twelve inch Club»
1. «Train Of Thought» (Steve Thompson Mix) — 7:01
2. «And You Tell Me» (Demo Version) — 1:54
3. «The Sun Always Shines On T.V.» (Steve Thompson Mix) — 8:24
4. «Train Of Thought» (Dub Version) — 8:32

## Позиции в чартах
| Чарт                  | ЛП |
| --------------------- | -- |
| Британский сингл-чарт | 8  |
| Германский сингл-чарт | 14 |
| Ирландский сингл-чарт | 5  |